# Malcolm Penny
Malcolm Penny ist ein britischer Zoologe und Sachbuchautor, der für seine ornithologische Feldarbeit auf Aldabra und den Seychellen bekannt ist. 

## Leben
1964 graduierte Penny in Zoologie an der University of Bristol. Von 1964 bis 1965 leitete er die Seychellen-Expedition der University of Bristol im Indischen Ozean, besuchte Aldabra und arbeitete auf Cousin Island. Aufgrund von Pennys Bemühungen kaufte der International Council for Bird Preservation im Jahr 1968 diese Insel und stellte sie unter strengen Naturschutz. Zurück in England wurde Penny Naturschützer beim Wildfowl and Wetlands Trust. Er absolvierte weitere Reisen nach Afrika, Indien und in die Arktis. Zusammen mit Constantine Walter Benson veröffentlichte er 1968 die wissenschaftliche Erstbeschreibung zum heute ausgestorbenen Aldabraspötter (Nesillas aldabrana), der im Dezember 1967 während einer Aldabra-Expedition der Royal Society entdeckt wurde. Ab 1994 arbeitete er als freiberuflicher Autor für Fernsehgesellschaften wie die BBC, dem ZDF oder dem ORF. Penny veröffentlichte über 65 Bücher, darunter befinden sich Werke, die in den Naturbuchreihen Discovering Nature und Animal Kingdom erschienen sind. Ferner schrieb er Beiträge für internationale Journale, darunter Wildlife von Nigel Sitwell und Sea Frontiers.

## Schriften (Auswahl)
- The Birds of the Seychelles and the Outlying Islands, 1974
- Protecting Wildlife, 1989
- Rhinos, 1991
- How Bats see in the Dark, 1996
- Polar Seas (Seas and Oceans), 1997
- The Indian Ocean (Seas and Oceans), 1997
- Giant Panda: Habitats, Life Cycles, Food Chains, Threats, 1999
- Questions and Answers: Birds (100 questions & answers series), 2000
- What Do We Think About: Our Environment?, 2001
- Golden Eagle: Habitats, Life Cycles, Food Chains, Threats, 2002
- Zebra, 2002
- Hidden Hibernators, 2005

## Filmographie (Auswahl)
- Two Worlds (13 Folgen), 1998
- African Wilderness, 1998
- A Century of Terrorism, 1998
- Africa from the Ground Up (13 Folgen), 1999
- Messengers of the Spirits, 1999
- Cry of the Wolves, 2001
- Drinker’s Dilemma, 2001
- Pelican Odyssey, 2003